# Renate Oberhofer
Renate Oberhofer (4 febbraio 1970) è un'ex sciatrice alpina italiana.

## Biografia
Specialista delle prove tecniche originaria di Colle Isarco di Brennero, la Oberhofer debuttò in campo internazionale in occasione dei Mondiali juniores di Hemsedal/Sälen 1987 e l'anno dopo, nella rassegna iridata giovanile di Madonna di Campiglio 1988, vinse la medaglia d'oro nello slalom speciale. Nella medesima specialità ottenne tutti i suoi piazzamenti in Coppa del Mondo: il primo, nonché il migliore, l'11 marzo 1991 a Lake Louise (12ª), l'ultimo il 17 gennaio 1993 a Cortina d'Ampezzo (18ª), ultimo risultato della sua carriera agonistica. Non prese parte a rassegne olimpiche né ottenne piazzamenti iridati.

## Palmarès

### Mondiali juniores
- 1 medaglia:
  - 1 oro (slalom speciale a Madonna di Campiglio 1988)

### Coppa del Mondo
- Miglior piazzamento in classifica generale: 77ª nel 1991

### Campionati italiani
- 4 medaglie[1]:
  - 1 oro (slalom speciale nel 1990)
  - 2 argenti (supergigante nel 1988; slalom gigante nel 1990)
  - 1 bronzo (discesa libera nel 1988)